# Xu Li
Pour les articles homonymes, voir Xu.
Dans ce nom chinois, le nom de famille, Xu, précède le nom personnel.
Xu Li est une lutteuse chinoise née le 17 novembre 1989 à Suzhou.

## Palmarès

### Jeux olympiques
- Médaille d'argent en lutte féminine dans la catégorie des moins de 55 kg en 2008 à Pékin

### Championnats d'Asie
- Médaille de bronze en lutte féminine dans la catégorie des moins de 55 kg en 2008 à Jeju